# Vilar (Orense)
Vilar (llamada oficialmente Purísima Concepción de Vilar de Astrés) es una parroquia y un lugar del municipio español de Orense, en la provincia de Orense, Galicia.

## Toponimia
La parroquia también es conocida por el nombre de Purísima Concepción de Vilar.

## Organización territorial
La parroquia está formada por diez entidades de población, constando nueve de ellas en el nomenclátor del Instituto Nacional de Estadística español:
- Bouza (A Bouza)
- Gujilde (Guxilde)
- Lagar (O Lagar)
- Las Tres (Astrés)
- Ludeiros
- Monte (Lugar do Monte)
- Paradela
- Sartédigos
- Valladolid (Valdolide)
- Vilar (Vilar de Astrés)

## Demografía

### Parroquia
| Gráfica de evolución demográfica de Vilar (parroquia) entre 2000 y 2023 |
|                                                                         |
| Datos según el nomenclátor publicado por el INE.                        |

### Lugar
| Gráfica de evolución demográfica de Vilar (lugar) entre 2000 y 2023 |
|                                                                     |
| Datos según el nomenclátor publicado por el INE.                    |